# テルミット法

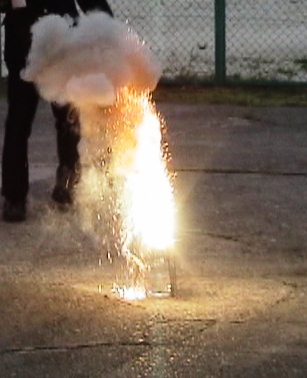
アルミニウムと酸化銅(II) によるテルミット反応

テルミット法（テルミットほう、thermite process）とは、アルミニウムで金属酸化物を還元する冶金法の総称である。ギリシャ語の（therm - 熱）に由来する。別称としてテルミット反応、アルミノテルミー法 (aluminothermy process) がある。また、この方法はハンス・ゴルトシュミットにより発明されたためゴルトシュミット反応とも呼ばれる。

## 解説
金属酸化物と金属アルミニウムとの粉末混合物に着火すると、アルミニウムは金属酸化物を還元しながら高温を発生する。この還元性と高熱により目的の金属融塊は下部に沈降し、純粋な金属が得られる。また、この方法は炭素燃料を使用しないため、生成金属に炭素が含まれないという特徴もある。また、金属だけでなくアルミニウムの粉末と氷の微粒子を混合してもテルミット反応が起きる。
アルミニウムと金属酸化物の金属のイオン化傾向の差が大きいほど、多量の熱を発生する。
たとえば、酸化鉄(III)とアルミニウムの反応では、
化学式は
{\displaystyle {\ce {Fe2O3\ + 2Al -> Al2O3\ + 2Fe}}}
エネルギーは
{\displaystyle \Delta H^{\circ }=-851.5\ {\rm {kJ/mol}}}
で発生する熱は851.5kJ/molである。

## 用途

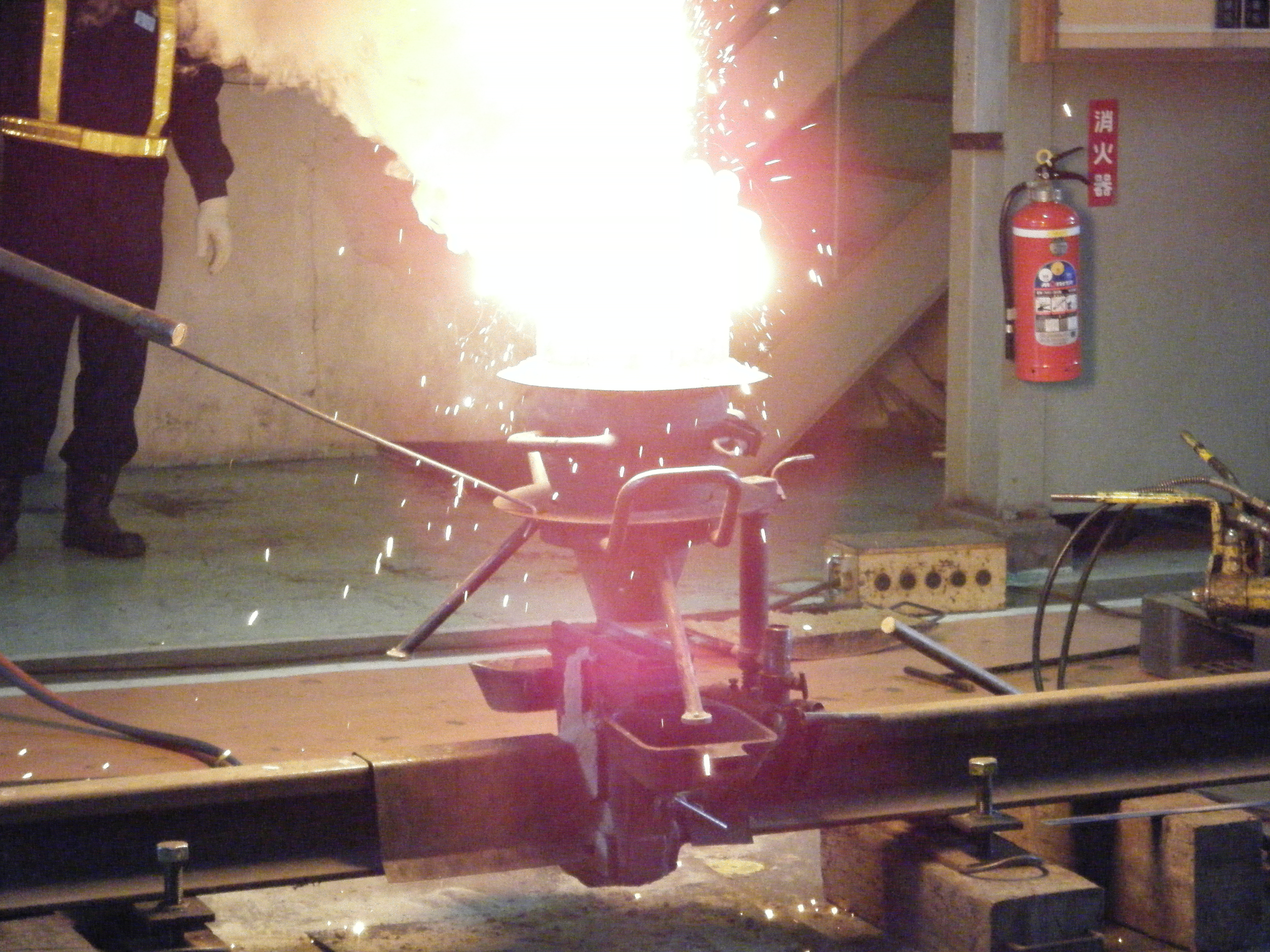
ゴールドサミット溶接されるロングレール

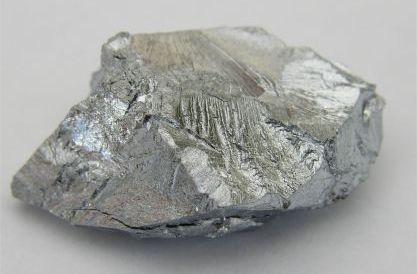
アルミノテルミット反応によって生成されたクロム片

現在では、クロム、コバルト、マンガン、バナジウムや特殊な合金鉄の冶金などに利用されている。
古くから鉄の溶接に使用され、テルミット溶接とも呼ばれた。その際に使用する酸化鉄とアルミニウムの混合物を、テルミット (thermit) と呼ぶことがある。複雑な設備を必要としない方法なので、鉄道の線路の敷設・改修・保守などでレールを溶接するときに多用される。JRなどでは「ゴールドサミット溶接」と呼ばれている。
テルミット反応を利用した合金鉄として、フェロモリブデンがある。フェロモリブデンは、三酸化モリブデンと鉄の合金である。現在日本でフェロモリブデンを製造しているのは2社のみで、大半は中華人民共和国やチリから輸入している。用途はステンレスなどの特殊鋼を作る原料である。
冶金以外の用途として、教育分野では高等学校化学Iの無機化学の分野で酸化還元反応の一例として教科書に記載されている場合があり、演示実験として酸化鉄III-アルミニウム粉末テルミット反応が使われる場合がある。
テルミット反応は高熱と光を発する特徴があるので、軍事目的においては焼夷弾に利用されている。テルミットに火工品を添加して焼夷目的に特化したものを、サーメートと呼ぶことがある。また、構成する物質の毒性が低く、従来の固体燃料ロケットよりも安定性や貯蔵性に優れるため、ロケットなどの推進剤としても検討される。

## ナノテルミット
ナノテルミットは"スーパーテルミット"とも呼ばれ、点火後高温の発熱反応を特徴とする一部の準安定分子間複合材(MICs)の通称である。ナノテルミットは酸化剤と還元剤がナノメータースケールで親密に混合されている。ナノテルミットの材料を含むMICsは軍用の推進剤や爆薬や火工品としての使用が検討されている。MICsと従来のテルミットと違いは、用いられる酸化鉄粉およびアルミニウム粉が従来はマイクロメーターサイズの粒子であるのに対しMICsはナノ粒子であることである。これによって反応性が従来のテルミットよりも劇的に増加する。従来のテルミットの燃焼速度低下要因となっていた物質移送（撹拌）の機構はこのスケールでは重要ではなくなるので、反応の進行は更に早くなる。

### 用途
歴史的に火工品や爆薬の用途では従来のテルミットはエネルギー開放速度が遅いが故に限定的に留まっていた。しかしナノテルミットは原子レベルに近づく反応粒子によって創造されエネルギー開放速度は増加する。
MICsまたはスーパーテルミットは全体的に推進剤や爆薬や火工品として軍用として開発される。高い反応速度によりナノテルミット材料はアメリカ軍でより強力な新型爆弾として研究されている。ナノエネルギー物質は従来使用されて来たエネルギー物質よりも多くのエネルギーを貯蔵できるので放出するエネルギーを調節することで革新的な用途へ用いる事ができる。燃料気化爆弾はナノエネルギー物質の用途として検討されている。1990年代初頭より軍用のナノサイズの物質の研究が始まった。

### 種類
多くの熱力学的に安定な燃料と酸化剤の可能な組み合わせがある。いくつかを示す:
- アルミニウム-酸化モリブデン(VI)
- アルミニウム-酸化銅(II)
- アルミニウム-酸化鉄(II,III)
- アンチモン-過マンガン酸カリウム
- アルミニウム-過マンガン酸カリウム
- アルミニウム-酸化ビスマス(III)
- アルミニウム-酸化タングステン(VI)水和物
- アルミニウム-フッ素樹脂 (通常は マグネシウム/テフロン/バイトン（英語版）)
- チタン-ホウ素 (燃焼して二ホウ化チタン（英語版）)

軍用の研究ではアルミニウム-酸化モリブデン、アルミニウム-テフロンやアルミニウム-酸化銅(II)が有力視される。他に試験された組成としてはナノサイズのトリメチレントリニトロアミン（RDX）と熱可塑性エラストマーとポリテトラフルオロエチレン（PTFE）や他のフッ素系樹脂を組成の結合剤として使用した物がある。アルミニウムとの反応はマグネシウムテルミットにエネルギー反応を加えた物に似ている 。
一覧にある組成でアルミニウム-過マンガン酸カリウムは最大の猛度でアルミニウム-酸化モリブデン(VI)とアルミニウム-酸化銅(II)はけた違いに遅い規模である。同様にアルミニウム-酸化鉄(III)も遅い。
ナノ粒子は溶液の噴霧乾燥や不溶性の場合は適切な前駆体を噴射して熱分解することで調製する。複合材料はゾルゲル法或いは従来の混合と押し出しによって調製される。
似ているが本質的に異なるものとしてナノラミネーテッドパイロテクニック積層やエネルギーナノ複合材がある。これらの組織は燃料と酸化剤を微粒子にして混ぜずに薄い層を積層している。一例として多層エネルギー構造体はエネルギー増強材料に被覆されるかも知れない。材料と層のサイズを選ぶことによって反応速度や反応開始温度や多層構造に交互に不活性層を間に入れることによってエネルギー伝播を制御できる。

### 製造
殆んどのナノテルミット材料において鍵となるナノスケールまたは超微粒 (UFG) のアルミニウム粉の製造法はロスアラモス研究所のWayne DanenとSteve Sonが開発したダイナミック気相濃縮法である。類似の方法が海軍水上戦センターのインディアンヘッド部門で使用されている。製造の重要な点は粒子のサイズを10ナノメートルでそろえて製造する能力である。2002年にはナノサイズのアルミ粒子の製造に相当な努力が必要で商業的に入手材料は限られていたローレンス・リバモア国立研究所のRandall Simpson, Alexander Gash達が開発したゾルゲル法による方法は実際のナノスケールのエネルギー物質の混合物を作ることに使用できる。工程に応じて異なる密度のMICを製造できる。多孔質で均一な製品が超臨界抽出法によってできる。

### 点火
ナノスケールの混合物は従来のテルミットよりも容易に着火する。ニクロム線が使用される。他に点火方法にレーザーパルスもある。ロスアラモス研究所ではスーパーテルミット電気点火器が低電流点火と摩擦抵抗、衝撃、熱、静電気放電に競合して開発されている。MICは雷管や電気式点火器に含まれる鉛（スチフニン酸鉛・アジ化鉛）を置換することが検討されている。アルミニウム-酸化ビスマス(III)を基にした組成が使用される傾向にある。ペンスリット（PETN）が選択肢として加えられるかもしれない 。MICは改良することで爆発性も増加できる。アルミニウムは通常、エネルギー収率を増加させるために火薬に加えられる。アルミニウム粉末に少量のMICを添加する事で全体の燃焼率が増加し、燃焼率改良剤として機能する。
反応後鉄の理論的温度は約3100度。

テルミット混合物の点火によるテルミット反応によって通常金属酸化物と金属が生成される。混合物の成分によって一般的に反応中の温度により生成物は固体、液体、気体になる。 ロスアラモス研究所によって開発されたスーパーテルミット電気式点火器は他の焼夷弾や爆発物に点火する熱を出すために単純な火花、ホットスラッグ、液滴や炎を発する。

### 危険性
従来のテルミット同様にスーパーテルミットの使用時に高温を発生し、一度始まった反応を途中で止める事は大変困難である。さらにナノテルミットの組成と形態は安全のために重要な要素である。一例として層の厚さを変える事によりエネルギーナノラミネートは反応を制御可能にする。
テルミット反応は、危険な紫外線を放射するので火元を直接見るべきではなく、作業員は紫外線保護めがねを着用すべきである（裸眼では太陽光を直接見つめるのと同じである）。

## ALICE
粉末状のアルミニウムと微細な氷の粒子を混合したALICE推進剤はテルミット反応により推進力を供給する。

## 備考
第二次世界大戦中の1943年頃に、「日本的製鉄法」と呼ぶ騒動があった。ある発明家が江戸川上流で実演した「砂鉄とアルミニウムを混ぜて盛り上げ、その上に土をかぶせて孔をあけ、その孔からある薬液を注ぎ込んで火をつければ、それだけで立派に製錬ができる」という話に、ある大日本帝国海軍工廠の材料部長が騙され、内閣総理大臣東條英機は帝国議会で演説し、政府の政策のひとつとなった。中谷宇吉郎ら学者たちの反対運動により未然に防がれた。